# Thorsvar
Thorsvar (Arnoglossus thori) är en bottenfisk i ordningen plattfiskar som finns i östra Atlanten.  

## Utseende
Thorsvaren är en bred plattfisk med en grå-, röd- till brunaktig ögonsida och mörkare fläckar kring sidolinjen samt vid basen av stjärtfenan. Alla fenorna är dessutom mörkfläckiga. Ryggfenans 3 till 4 främsta fenstrålar är svartaktiga hos de vuxna fiskarna; av dessa är den 2:a strålen mycket lång och försedd med en mörk, fransig hinna. Hos ungdjuren är det emellertid bara denna 2:a fenstråle som är mörk. Fiskens längd når upp till 18 cm.

## Vanor
Arten är en bottenfisk som lever på ett djup mellan 15 och 300 m där den livnär sig på ryggradslösa djur och små fiskar. Fortplantningen sker mellan april och juli.
Arten kan bli upp till 10 år gammal.

## Utbredning
Thorsvaren finns i östra Atlanten från Irland via västra Medelhavet till Sierra Leone och Kap Verde.